# 蔚山港国際旅客ターミナル
座標: 北緯35度30分45秒 東経129度23分51秒 / 北緯35.5125度 東経129.3975度
蔚山港国際旅客ターミナル（うるさんこうこくさいりょかくターミナル、韓国語: 울산항국제여객터미널）は大韓民国蔚山広域市東区方魚洞にあった旅客船用のターミナルである。2002年に蔚山市と日本の北九州市とを結ぶ旅客船の運航が開始された際に建設されたが、2004年に路線は廃止、造船会社の倉庫に転用された後、2009年に解体された。

## 位置
蔚山港国際旅客ターミナルは蔚山湾の東岸、蔚山市東区の現代系の工場が立ち並ぶ埋立地にあった。この地は1426年に日本船の入港地に指定され、塩浦倭館が置かれた場所であり、ターミナルは当時の地名を残す塩浦洞からも近い場所にあった。

## 歴史

### 構想
2001年、韓国では、韓国と日本の共同開催となり、韓国内でも10箇所の会場で競技が行われることとなった2002 FIFAワールドカップや、釜山で開催される2002年アジア競技大会といった国際大会を翌年に控え、高速旅客船により韓国東南部と日本の九州地方を結ぶ航路の新設計画が相次いで出されていた。JR九州がビートルを運航していた釜山-博多間では韓国側から新規に参入する事業者の募集が行われ、大宝海運が選定されたほか、武星海運が蔚山-小倉、大亜高速海運が釜山-小倉の高速船運航を申請していた。
このうち武星の計画は、オーストラリアから新造の三胴船を導入、蔚山-小倉を3時間で結ぶというものであった。韓国側の発着地として蔚山が選択されたのは、釜山では既設のビートルと競合する点、蔚山は日本からの観光客も多い慶州に近く、また蔚山や北の浦項は工業都市であり、ビジネス需要も期待できる点を考慮した結果であった。この計画は、大亜高速海運の計画と日本側の発着港が同一であるうえに、蔚山と釜山も至近距離にあり、直接競合することから、海洋水産部は一本化を望んでいた。しかし、瑕疵がない限りは一方の申請のみを拒絶することはできないとして、最終的にはどちらの航路開設も認めた。
それまで蔚山は国際旅客船の発着地となったことがなく、武星の計画実現には旅客ターミナルを新設する必要があった。設置場所の選定は遅れていたが、海洋水産部蔚山地方水産庁が所有する東区方魚洞の土地に、蔚山市がターミナルを建設することになった。建設費用の一部はターミナルに免税店を出店する韓国観光公社が負担し、ターミナルは2002年4月に完成した。完成したターミナルには出入国管理施設のほか銀行や売店が入り、小倉側で北九州市が用意したターミナルと比較しても充実した施設であった。しかし蔚山市は完成したターミナルを臨時ターミナルと位置付けており、3年から5年後には数百億ウォン規模の国の予算を投入して、さらに本格的なターミナルの建設を計画していた。

### 開設
2002年4月25日、蔚山港国際旅客ターミナルでは沈完求蔚山市長や武星の関係者など200名あまりを集めて就航式が行われ、第一便が小倉へ出港した。式典で沈完求蔚山市長は1426年、世宗の時代に蔚山が開港場となり、対日貿易の拠点となったことに触れ、再び蔚山が対日交流の窓口となることの意義を強調した。こうして運航が始まった蔚山-小倉航路であったが、運航開始直後から欠航や遅延が頻発、5月2日には航行中にボルトが破損、修理のために欠航となり、運航が再開されたのは5月17日のことであった。その後も欠航や遅延が頻発し、横揺れの強さも加わって乗客が定着しなかった。
就航航路に問題が続出する一方で、ターミナルの立地に基づく問題も顕在化した。ターミナルは工業地域の一角に位置することから、進入道路やターミナル周辺に工場関係者のものとみられる車輛が多数駐車され、出入りの支障となっていたほか、景観面での問題も指摘された。また、ターミナルと市内との間の交通機関は、ターミナル前に新設されたバス停に乗り入れるバスしかなく、乗客の少なさからタクシーの常駐もなかった。
2002年9月には台風15号（アジア名「Rusa」）により、桟橋の一部が破損した。台風の影響で8月31日から既に欠航となっていた蔚山-小倉航路は、ターミナルから少し離れた場所を接岸施設として使用し、いったん運航が再開されたが、安全上・保安上の懸念が示されたことから再び欠航となった。その後、ターミナルに隣接する施設の応急措置が行われ、9月13日から運航が再開された。応急施設であることから、市や水産庁から要員が派遣され、乗降時の安全確保にあたった。接岸施設の本格的な修復工事は10月24日から、4400万ウォンの予算を投じて実施された。
2002年12月には、運航会社の武星が、就航船である「ドルフィン蔚山」の定期点検を延長して船体の改造を実施し、横揺れを改善するとして、蔚山-小倉航路を12月25日から3箇月間運休にすると発表した。一方で武星は、2003年1月1日の2日の両日に同船を使用して、蔚山港国際旅客ターミナルから初日の出の名所として知られる艮絶串など、周辺の景勝地をめぐる「初日の出運航」を行うと発表した。この発表は、安全上の理由で運休としながら特別運航を行うのは商業主義に過ぎるとして、批判の対象となった。

### 減便
前年末から長期運休となっていた蔚山-小倉航路は、2003年3月27日から週5往復で運航が再開された。しかし、再開翌月の2003年4月、運航会社の武星は、4月22日からは蔚山-小倉航路を週4往復に減便し、新たに釜山-小倉航路を運航すると発表した。この区間では免許申請の段階から武星の蔚山航路と競合していた大亜高速海運が、2002年7月に高速船の運航を開始したが、同年10月には運休となり、大亜は既にこの路線から撤退していた。武星は蔚山市に対して、今後も蔚山航路が優先であると説明したが、実際には以降、釜山航路への傾斜を強めていき、蔚山航路は徐々に減便されていくことになる。
9月1日からは蔚山航路は週2往復（月曜:蔚山-小倉往復、水曜:小倉→蔚山、木曜:蔚山→小倉）に減便され、しかも韓国では秋夕、日本では敬老の日で連休となる9月中旬の期間は蔚山航路の運休が決められていた。この運休の間に、台風14号（アジア名「Maemi」）が襲来、蔚山港国際旅客ターミナルでは2002年の台風15号により損傷した桟橋が再び損傷を受けた。武星はこの桟橋の修復を断念し、入港した船は近くの埠頭に接岸、乗客は徒歩でターミナルまで移動し、入国手続きを受けることになった。
12月23日以降は蔚山航路は週2往復（火曜:小倉→蔚山、水曜:蔚山-小倉往復、木曜:蔚山→小倉）に日程が変更された。

### 廃止
しかし蔚山航路の維持は名目上であり、2004年に入ると蔚山港国際旅客ターミナルへの発着は皆無となった。1月1日に「初日の出運航」が蔚山発着で実施されたのを除いて、以降は全ての蔚山発着便が運休として処理された。2004年3月には蔚山航路は週1往復（火曜:小倉→蔚山、水曜:蔚山→小倉）に減らされ、釜山航路が週5往復の運航となったが、蔚山航路の運航が実際には行われない状況に変化はなかった。
武星は2002年4月の就航以降、蔚山からの発着が行われていた2003年末までの間、ターミナル使用料・賃貸料のほか、電気・水道料金といった諸費用を納付しておらず、滞納額は4000万ウォンを超えた。これに対し蔚山市は2004年4月、就航船である「ドルフィン蔚山」の仮差押えを行った。
ターミナルは発着便がなくなった後も維持されていたが、2004年8月になると、蔚山市は武星による再運航も他社の参入も見込めず、これ以上の維持負担はできないとして、ターミナルの廃止に向けて動き出した。しかし廃止を決めても、市は多くの問題を抱えることになった。運航開始時に市は武星に対して一定期間の運航を保証するよう求めたが、武星はこれに確約を与えなかったため、短期間で撤退することになった武星に市は補償を求めることができず、逆に武星が滞納していたターミナル使用料の回収が課題として残った。ターミナル建設費の一部を出資した韓国観光公社に対しては、出資の前提となっていた免税店の運営が契約通りに行えなかったため、市は出資金の一部を返還しなければならなくなった。また土地を提供した蔚山地方水産庁は、廃止するのであれば用地の原状回復が必要であるとの解釈を示し、市は施設の撤去費用を捻出する義務も負うことになった。このように市がもっぱら損害を負うこととなった状況から、ターミナル設置時の経緯が監査の対象となり、当時、蔚山地方水産庁はターミナル建設に関わる費用の市による負担割合について問題を指摘していたが、市はこれを無視し、事業の妥当性評価も行わずにターミナル設置に乗り出したことが明らかになった。
一方、釜山航路に絞って運航を続けていた武星は2004年9月に不渡りを出して倒産、釜山航路も9月末で運航を終了した。2004年12月には蔚山市議会がターミナルの用途廃止を承認した。

### 解体
蔚山港国際旅客ターミナルの建物はその後も放置されたままであったが、2005年6月、隣接して工場を持つ現代尾浦造船がターミナルを倉庫として使用したいと申し出て、この場所は同社に賃貸されることになった。
2007年1月31日、蔚山市はターミナル設置時に制定され、用途廃止後も存置されていた「蔚山港国際旅客ターミナル運営条例」の廃止案を議会に提出した。これに対し姜錫求北区庁長は2月8日、記者会見を開き、蔚山港を多機能商業港に育成するためには条例の維持が必要として、条例の廃止に反対を表明した。姜庁長は航路をJRのような大企業が加わった合弁企業によって運営させ、蔚山側の発着地を南区長生浦に変更し、同地の鯨博物館と連携すれば日本人観光客の誘致は可能であると主張した。しかし蔚山市議会産業建設委員会は2月9日、特に異論の出ることもなく、蔚山港国際旅客ターミナル運営条例の廃止を可決した。
倉庫として使用されていたターミナルの建物は、現代尾浦造船が別の場所に倉庫を新設し、ターミナルのあった場所を別の目的で使用することにしたため、2009年7月に解体され、ターミナルのあった場所は更地となった。